# 余湖浩一
余湖 浩一（よごこういち）は、新潟県出身。千葉県在住。日本の城郭研究者。

## 人物
千葉県・茨城県でそれぞれ千ヶ所以上など、世間から忘れられつつある無名の城郭を訪問し、それらについての記録を後世に残すことをライフワークとしている。
「余湖図」と呼ばれる独自の鳥瞰図を描き続け、その数は10000城以上に及ぶ。常総戦隊ヤブレンジャーの一員。
2009年11月1日、茨城大学人文社会科学部が開催した第5回地域史シンポジウムのパネルディスカッションに参加している。

## 著書
- 『廃城をゆく』かみゆ歴史編集部（共著）イカロス出版、2010年7月30日[3] ISBN 978-4-863-20336-5
- 『日本史ビジュアル1000城』三浦正幸、かみゆ歴史編集部（共著）世界文化社、2010年10月5日[3] ISBN 978-4-418-12238-7
- 『廃城をゆく2』かみゆ歴史編集部（共著）イカロス出版、2011年4月26日[3] ISBN 978-4-863-20442-3
- 『あやしい天守閣』かみゆ歴史編集部（共著）イカロス出版、2011年10月30日[3] ISBN 978-4-863-20495-9
- 『廃城をゆく3』かみゆ歴史編集部（共著）イカロス出版、2012年11月30日[3] ISBN 978-4-863-20643-4
- 『図説 茨城の城郭』茨城城郭研究会（共著） 国書刊行会、2017年7月24日発売[4] ISBN 978-4-336-06153-9
- 『続 図説 茨城の城郭』茨城城郭研究会（共著） 国書刊行会、2017年7月24日発売[5] ISBN 978-4-336-06176-8